# إنسولين ديجلوديك
إنسولين ديجلوديك (بالإنجليزية: Insulin degludec)‏، هو مضاهئ إنسولين ذو مفعول فائق المدى زمنيًا، تم تطويره في شركة نوفونورديسك تحت الاسم التجاري تريسيبا (Tresiba). يحقن إنسولين ديجلوديك بحقن تحت الجلد يوميًا أو بين مرتين حتى ثلاث مرات أسبوعيًا للمساعدة في موازنات مستويات السكر في الدم لدى مرضى السكري. يدوم مفعوله حتى 40 ساعة، بعكس الأنواع المختلفة للإنسولين طويل المدى مثل إنسولين جلارجين وإنسولين ديتيمير الذين تدوم فعاليتهم من 18 حتى 26 ساعة.

## عوارض جانبية
أهم عرض جانبي لعلاج الإنسولين هو نقص سكر الدم. تحليل تلوي لتجارب سريرية نُشر في تموز 2012 وجد 39-47.9 حالة من نقص سكر الدم (عرّفت كمستوى سكر الدم أقل من 56 ميليجرام/ديسيلتر) لكل سنة مرض، مع نسب أعلى في التراكيز المرتفعة للإنسولين ديجلوديك.